# Mac & Devin Go to High School
Mac & Devin Go to High School is een Amerikaanse Stonerfilm geregisseerd door Dylan Brown in 2012. Snoop Dogg speelt de hoofdrol als Mac, en Devin wordt gespeeld door Wiz Khalifa.
Slowburn is de tolk in de film. Dit is een brandende joint die stoned wordt door aan zichzelf te zuigen. Het verhaal gaat als volgt. Twee high school studenten, nerdy Devin (Wiz) en dealer Mac (Snoop) . Ze worden vrienden doordat Mac hem een stukje spacecake geeft. Ze schrijven doordat ze stoned zijn samen het nummer Young, Wild & Free. 
De school naam (N.hale highschool) is gebaseerd op Nate Doggs echte naam, Nathaniel Hale. Het is ook een woordgrap op het woord 'inhale'.